# Bürgerschaftswahl in Bremen 1999
- SPD: 47
- Grüne: 10
- CDU: 42
- DVU: 1

Die Bürgerschaftswahl in Bremen 1999 war die 15. Wahl zur Bürgerschaft in der Freien Hansestadt Bremen. Sie fand am 6. Juni 1999 statt.

## Ergebnis
Die Wahlbeteiligung lag bei 60,1 Prozent.
Die Parteien der regierenden großen Koalition, SPD und CDU, konnten beide Stimmenanteile hinzugewinnen und setzten ihr Bündnis unter Henning Scherf (SPD) fort. Die Wählergemeinschaft Arbeit für Bremen und Bremerhaven zog nicht mehr in die Bürgerschaft ein. Die Deutsche Volksunion konnte die Fünfprozenthürde im Wahlbereich Bremerhaven, nicht aber im Wahlbereich Bremen überspringen und erhielt daher ein Mandat.
| Partei      | Stimmen | Prozent | Sitze (Veränderung) |
| ----------- | ------- | ------- | ------------------- |
| SPD         | 123.875 | 42,6    | 47 (+10)            |
| CDU         | 108.050 | 37,1    | 42 (+5)             |
| GRÜNE       | 25.958  | 8,9     | 10 (−4)             |
| DVU         | 8.823   | 3,0     | 1 (+1)              |
| PDS         | 8.418   | 2,9     | -                   |
| FDP         | 7.327   | 2,5     | -                   |
| AFB         | 7.110   | 2,4     | 0 (−12)             |
| NPD         | 817     | 0,3     | -                   |
| Naturgesetz | 713     | 0,2     | -                   |

## Wahlanalyse
Trotz des ungünstigen Bundestrends legte die SPD um fast zehn Prozentpunkte hinzu. Dies lag zum einen an der Popularität des seinerzeit amtierenden Bürgermeisters Henning Scherf, der 1995 nach dem bis dahin schlechtesten Ergebnis der SPD bei Bremer Bürgerschaftswahlen dem daraufhin zurückgetretenen Klaus Wedemeier gefolgt war. Zum anderen war ein Großteil der Wähler der 1995 gegründeten SPD-Abspaltung AFB, die vier Jahre zuvor auf Anhieb 10,7 % und zwölf Bürgerschaftsmandate erzielt hatte, zur SPD zurückgekehrt. Sie erreichte lediglich 2,4 %  und verlor somit mehr als drei Viertel ihrer Wählerschaft; gemessen an den Stimmenverlusten war sie der große Verlierer der Wahl. 2002 löste sie sich auf.
Seit einschließlich 1987 ist dies zudem die einzige Bremer Wahl, bei der die GRÜNEN lediglich ein Ergebnis im einstelligen Prozentbereich erzielten. Dies ist in Zusammenhang mit einem Abwärtstrend der Partei, der bei allen überregionalen Wahlen von 1998 bis Mitte 2002 stattfand, zu sehen. Danach erzielten sie in Bremen, das sich bereits zuvor auf Länderebene zu einem ihrer größten Hochburgen entwickelt hatte, stets Resultate über zehn Prozent.
Die DVU kehrte nach vierjähriger Abstinenz in die Bürgerschaft zurück. Wie bereits 1987, 1991 und 1995 hatte sie ihren Wahlkampf auf den Wahlbereich Bremerhaven konzentriert, wo sie sich von 4,7 % auf 6,0 % steigerte, obwohl sie dort absolut lediglich 52 Stimmen mehr erhielt als vier Jahre zuvor. Dabei profitierte sie von der gesunkenen Wahlbeteiligung, die innerhalb von Bremerhaven von 61,1 auf 51,8 % gesunken war.
Die PDS erzielte mit 2,9 % ihr historisch bestes Ergebnis bei einer westdeutschen Landtagswahl vor ihrem Zusammengehen mit der 2004 gegründeten WASG zur Partei Die Linke. Zugleich war dies in diesem Zeitraum die einzige Landtagswahl außerhalb Ostdeutschlands, bei der sie ein höheres Ergebnis als die FDP erzielte, die lediglich auf 2,5 % kam.